# Grand Belt
Le Grand Belt (en danois : Storebælt) est un détroit séparant les deux plus grandes îles du Danemark, Seeland et la Fionie. Il s'étire sur un axe nord-sud et est prolongé par deux détroits parallèles, le Siø Sund (canal ouest) et le Langelands Belt (canal  est) , qui rejoignent directement la mer Baltique.

## Géographie
Le Grand Belt fait partie de l'espace maritime Cattégat, Øresund et Belts et est relié au canal Siøsund, à l'ouest de l'île de Langeland, le long des côtes de Fionie, ainsi qu'au Langelandbaelt, un canal situé à l'est de cette même île. Ces deux derniers passages communiquent à leur extrémité méridionale avec la mer Baltique.
Il a une longueur de 62 km et une profondeur maximale de l'ordre de 60 mètres.

## Histoire
En 1370, la Ligue hanséatique parvient après 10 ans de conflit à obtenir du Danemark un droit de libre navigation dans le détroit.
Le 11 février 1658, le roi de Suède Charles X Gustave, avec une armée de 9 000 cavaliers et 3 000 fantassins, traversa à pied le Grand Belt alors exceptionnellement pris par les glaces de l'hiver. Attaqué l'année précédente par le roi du Danemark Frédéric III alors qu'il faisait la guerre en Pologne, il avait rejoint le Jutland à marches forcées et, le 30 janvier 1658, traversé à pied le petit Belt et saccagé la Fionie.
Comme il menaçait directement Copenhague prise au dépourvu, le roi du Danemark fut forcé de signer le traité de Roskilde ; c'est pourquoi les provinces autrefois danoises de Scanie, Halland et Blekinge, ainsi que la province alors norvégienne du Bohuslän, appartiennent à la Suède.

## Transports
Depuis 1998, le Grand Belt est franchi par le lien fixe du Grand Belt, ensemble mixte rail-route composé d'un tunnel et de deux ponts s'appuyant sur l'îlot de Sprogø, qui se trouve au milieu du détroit.
Le Grand Belt est une voie maritime assurant la moitié de la navigation entre la mer Baltique et le Cattégat, l'autre partie s'effectuant par l'Øresund.

## Les îles
Mis à part les deux grosses îles Seeland et Fionie, les îles secondaires notables sont, du nord au sud :
- Romsø
- Mushholm
- Sprogø
- Vresen
- Agersø
- Omø
- Langeland (la plus grosse)